# Hydroporus fuscipennis
Hydroporus fuscipennis là một loài bọ cánh cứng trong họ Bọ nước. Loài này được Schaum miêu tả khoa học năm 1868.

## Hình ảnh

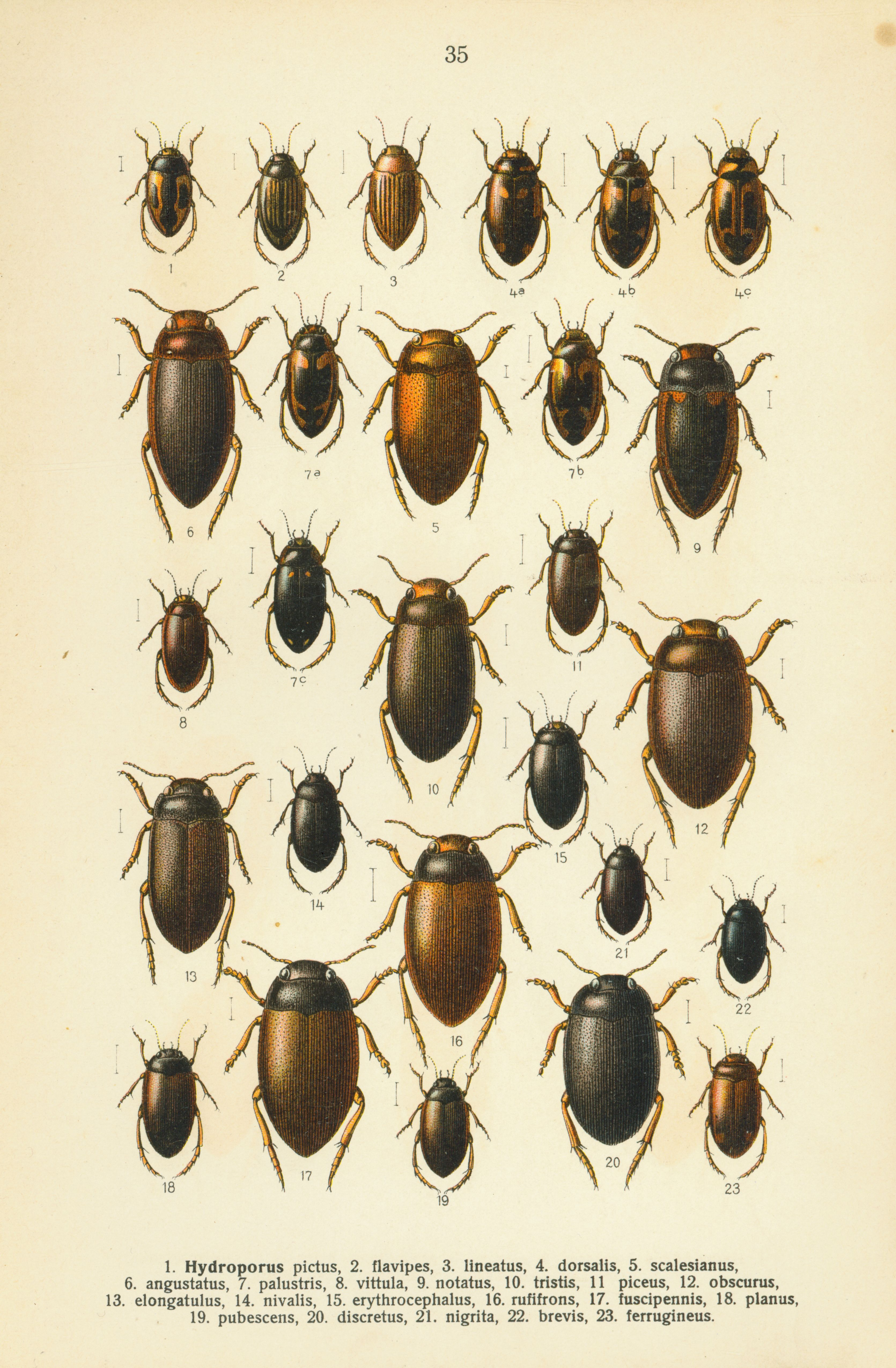